# Dermoloma hemisphaericum
Dermoloma hemisphaericum är en svampart som först beskrevs av G. Stev., och fick sitt nu gällande namn av E. Horak 1971. Dermoloma hemisphaericum ingår i släktet Dermoloma och familjen Tricholomataceae.   Inga underarter finns listade i Catalogue of Life.